# Isole Kolesovskie
Le isole Kolesovskie  (in russo: острова Колесовские, ostrova Kolesovskie) sono un gruppo di isole nel mare della Siberia orientale, Russia. Amministrativamente appartengono al Allaichovskij ulus della Repubblica autonoma di Sacha-Jacuzia.

## Le isole
Le isole sono situate all'imboccatura della baia della Kolyma (Колымская губа, Kolymskaja guba). Nella zona il mare è congelato per circa 250 giorni l'anno.
- Kolesovskij (Колесовский), a nord, a 600 m dalla costa settentrionale della baia (70°57′52″N 152°05′36″E). L'isola è lunga 3 km e larga 700 m.
- Kolesovskaja Otmel’ (Колесовская Отмель), si trova 4 km a sud-est di Kolesovskij, vicino alla costa meridionale della baia (70°54′50″N 152°12′07″E). L'isola è la maggiore del gruppo, è lunga 6,3 km e larga 1,4 km. Durante l'estate si svolge attività di pesca commerciale nelle acque circostanti[1].
- Un'isoletta senza nome si trova subito a sud-est di Kolesovskaja Otmel'.

Le isole hanno preso il nome dal commerciante Michail Kolesov (Михаил Колесов).